# Eufrosina Polocká

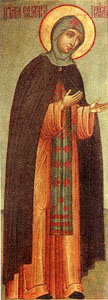
Ikona Eufrosiny Polocké

Eufrosinie Polocká, bělor. Еўфрасі́ння Полацкая, rus. Евфроси́ния По́лоцкая (* 1104 Vitěbsk - 1167 (Jeruzalém) nebo 1173 (Polock)) byla dcera vitěbského knížete Svjatoslava, představená pravoslavného kláštera a osvícenka v období Kyjevské Rusi. Byla kanonizována v květnu 1910. V současné době je považována za svatou - ochránkyni Běloruska.

## Život
Ve dvanácti odmítla manželství a laický život obecně a odešla do Polockého kláštera (předpokl. 1116). Zhruba v roce 1119 se přestěhovala do cely při polockém chrámu Svaté Sofie, kde začala přepisovat knihy v místní knihovně.
Někdy po roce 1120 Efrosinia (tehdy ještě řeholnice) dala podnět k vybudování ženského Spaského kláštera v Selci u Polocku, kde stávala stará rezidence polockých biskupů. Po vybudování kláštera v roce 1126 byla jmenována představenou tohoto kláštera. Byla také iniciátorkou založení mužského klášteru Bohorodičky і сirkve Svaté bohorodičky při něm (1151-1154). Objednala u mistra klenotníka Lazaře Bogši (bělor. Лазар Богшa) zlatý kříž s relikviemi, který se později stal známým jako
„kříž Efrosinie Polocké“ (1161). Za druhé světové války byl kříž během německé okupace odcizen a ztracen.
Na konci života se Efrosinie vydala na pouť do Jeruzaléma, kde po vyčerpávající cestě (předpoklad i diplomatické mise v Konstantinopolu) pravděpodobně zemřela (1167).

## Úcta
Pravoslavné církve Efrosinie Polocké existují v Londýně, South Rivers (USA) a Torontu (CAN).
V Bělorusku byla první budova církve po kanonizaci Eufrosinie vybudována v roce 1914, ale byla zbourána sovětskou vládou v roce 1951. Nová církev zasvěcená Efrosinie Polocké vznikla koncem 90. let 20. století v Minsku.